# Orient Watch
Orient Watch Co., Ltd. (japonsky オリエント時計株式会社, Oriento Tokei Kabushikigaisha) je japonský výrobce hodinek, od roku 2001 dceřiná společnost Seiko Epsonu (od roku 2007 je Seiko Epson úplný vlastník).
V roce 1901 založil Šógoró Jošida  (吉田 庄五郎) obchod s importovanými hodinkami, který postupně začal hodinky i vyrábět, po druhé světové válce byl výrobce zavřen. V roce 1950 vznikla společnost Tama Keiki Co., která užívala továrnu v Hino. Současné jméno přijala společnost následujícího roku.
V průběhu následujících let vyráběli v Japonsku tři velcí výrobci: vedle nejstaršího Seiko to byl Orient a Citizen. Trh se značně proměnil po nástupu quartzového pohonu hodinek, kdy se prosadil další výrobce, tedy Casio. Orient doposud vyrábí zejména mechanické hodinky (včetně strojků), ovšem i quartzové, solární a radio controlled. Vedle toho vyrábí součástky do strojů Seiko Epson.
Orient jako výrobce produkuje hodinky (například) pod značkami Orient (standardní), Royal Orient, Orient Star (obě tyto značky představují vyšší standard), Town & Country a Daks.